# أكاديمية علم الإجرام التجريبية
أكاديمية الإجرام التجريبي بالإنجليزية (Academy of Experimental Criminology) (اختصار AEC ) هي مجتمع تعليمي تأسس في العام 1998 من أجل إبراز العلماء الذين صنعوا الباحثين المؤثرين في مجال علم الإجرام التجريبي . وهي تفعل ذلك عن طريق انتخاب الزملاء سنويًا، وعبر تكريم علماء الإجرام من خلال جوائز جوان ماكورد وجوائز الباحثين الشباب.  ومنذ عام 2017 كان رئيسها فريدريش لوسيل . شارك في تأسيس الأكاديمية ديفيد ب. فارينجتون ، الذي شغل منصب رئيسها الثاني من 2001 إلى 2003.  المؤسس الآخر كان لورانس دبليو شيرمان ، الذي شغل منصب الرئيس المؤسس من عام 1999 إلى عام 2001.  وترعى الأكاديمية مجلة علم الجريمة التجريبية ، التي تأسست في عام 2005. 

## الرؤساء
- لورانس دبليو شيرمان (1999-2001)
- ديفيد ب. فارينغتون (2001-2003)
- جوان ماكورد (2003-2004)
- ديفيد ويسبورد (2004-2007)
- دوريس ل. ماكنزي (2007-2009)
- لورين مازرولي (2009-2011)
- أنتوني براغا (2011-2013)
- أدريان راين (2013-2015)
- بيتر دبليو غرينوود (2015-2017)
- فريدريش لوسيل (2017 إلى الوقت الحاضر)